# Wereldtentoonstelling van 1896
De Berliner Gewerbeausstellung was een wereldtentoonstelling die in 1896 in de Duitse hoofdstad Berlijn werd gehouden.

## Voorbereiding
Na de succesvolle wereldtentoonstellingen in Londen en Parijs kwam ook in Berlijn de roep om een wereldtentoonstelling. Het Berlijnse bedrijfsleven verenigd in de Verein Berliner Kaufleute und Industrieller vond dat de Rijkshoofdstad niet achter kon blijven en maakte zich vanaf 1879 sterk voor een vergelijkbare tentoonstelling. De bouw van de Eiffeltoren voor de Wereldtentoonstelling van 1889 in Parijs versterkte de roep, maar ondanks vele inspanningen zegden vele Kamers van koophandel in Duitsland telkens af. De slechte financiële toestand van de Duitse overheid lieten de wereldtentoonstelling helemaal stranden. Keizer Willem II schreef aan kanselier Leo von Caprivi;
Der Ruhm der Pariser läßt den Berliner nicht schlafen. Berlin ist Großstadt, also muss es auch eine Ausstellung haben. Das ist völlig falsch. Paris ist nunmal, was Berlin hoffentlich nie wird, das große Hurenhaus der Welt.
Na deze afwijzing door de overheid nam de vereniging de organisatie zelf in de hand al vermeed ze de naam wereldtentoonstelling. Het Bureau International des Expositions heeft deze tentoonstelling dan ook nooit erkend. Als jaar werd 1896 gekozen omdat Berlijn dan 25 jaar Rijkshoofdstad zou zijn. Hoewel Duitsland vervolgens heeft getracht een verdrag ter zake wereldtentoonstellingen tot stand te brengen en in 1912 zelfs een verdragstekst voorlegde, heeft het uiteindelijk tot 2000 geduurd voordat Duitsland officieel een universele wereldtentoonstelling mocht organiseren.

## Tentoonstelling

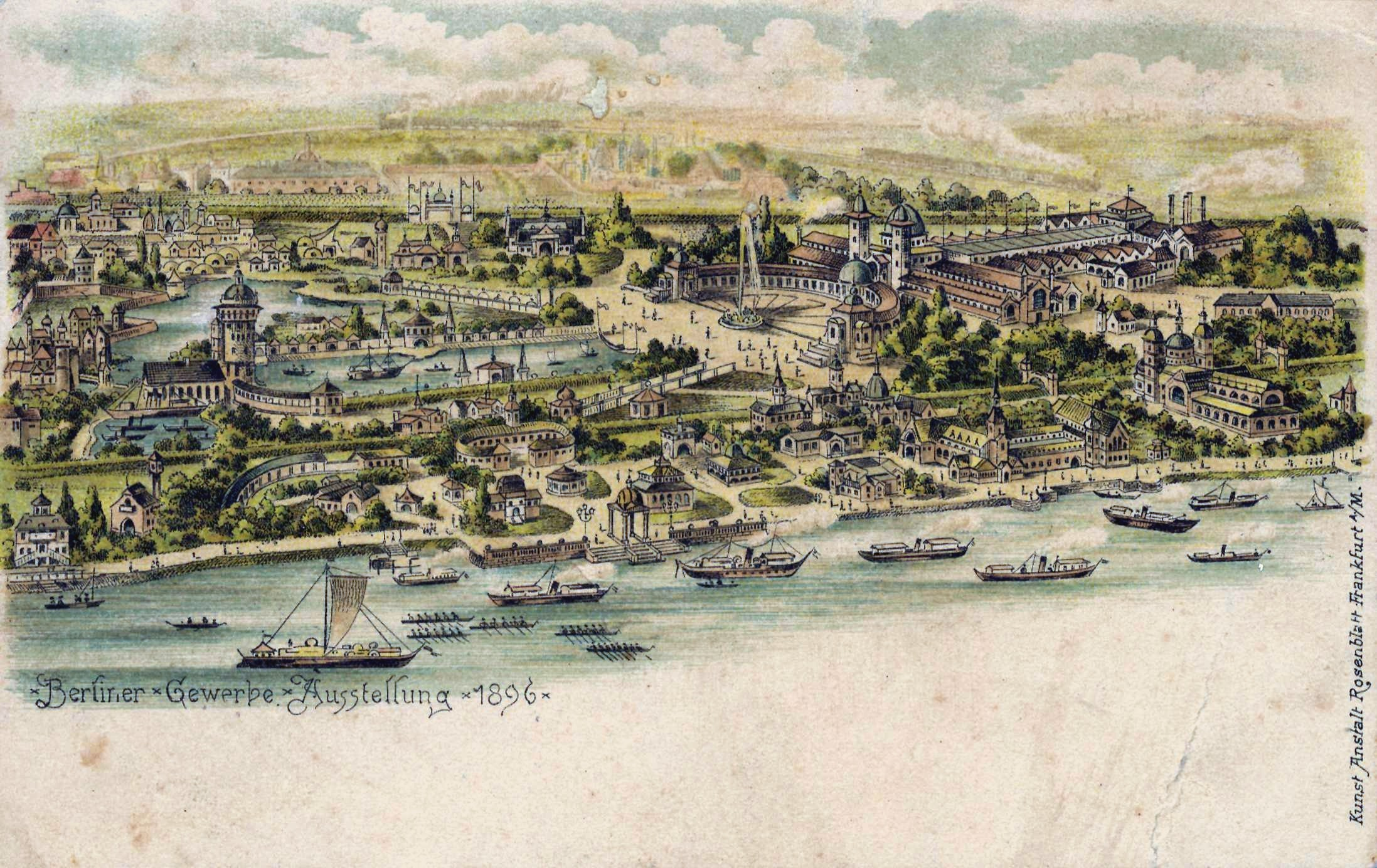
De tentoonstelling gezien uit het oosten

De tentoonstelling die inhoudelijk als wereldtentoonstelling kon doorgaan werd gehouden in het Treptower Park in het zuidoosten van de stad. De tentoonstelling werd gesitueerd rond een kunstmatig meer dat lag op de plaats van de huidige gedenkplaats voor het Rode Leger. De 3.780 deelnemende bedrijven werden bijna allemaal in 23 thema zalen ondergebracht in het hoofdgebouw. Op het enorme terrein langs de Spree waren verschillende andere attracties en een aantal grote bedrijven met een eigen paviljoen te vinden. Voor het vervoer op het terrein kon gebruikgemaakt worden van een parkspoor.

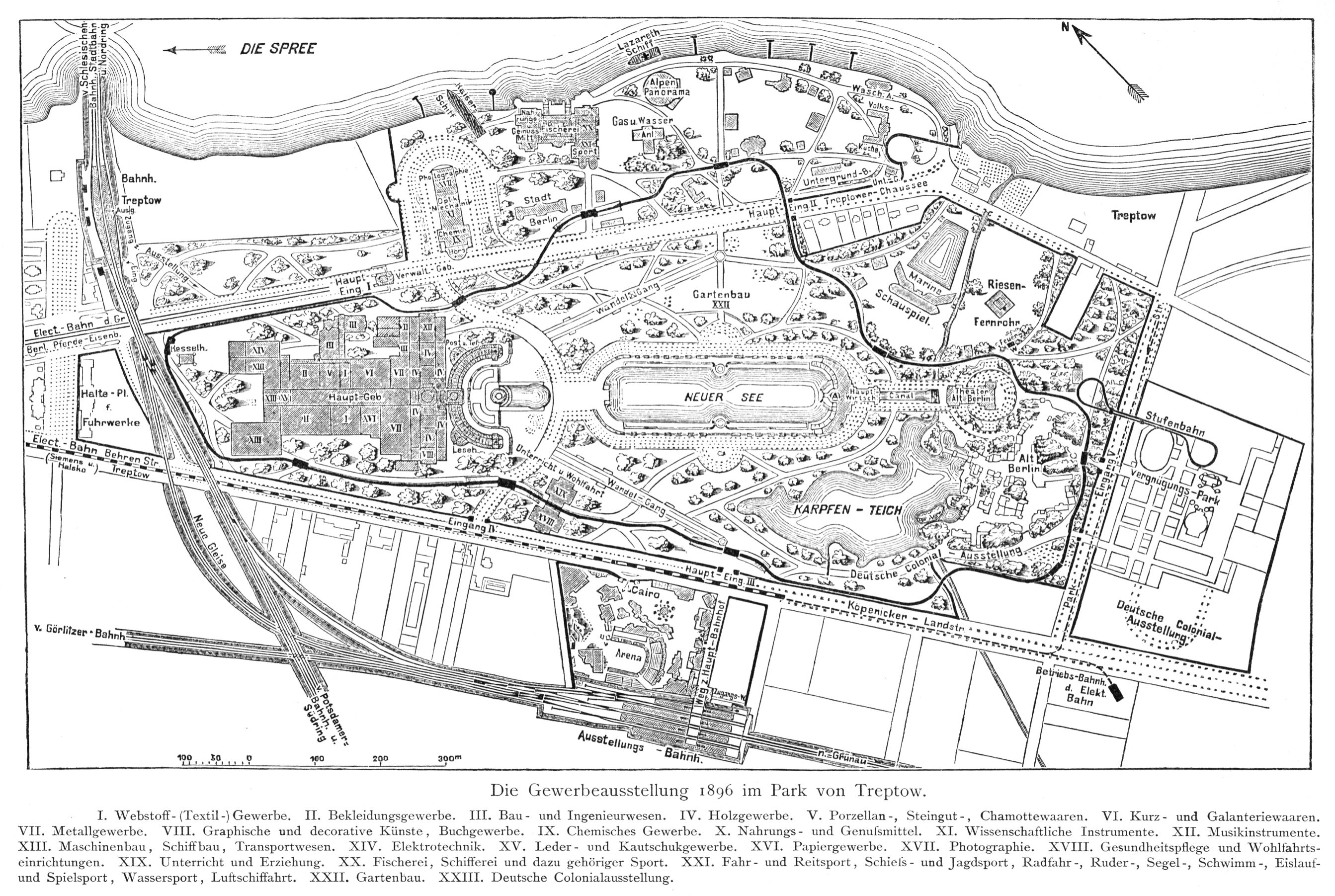
Plattegrond

### Vervoer
Om de bezoekers naar het terrein te vervoeren werden verschillende verkeersprojecten gestart, met name op het gebied van railvervoer. De bestaande Görlitzer Bahn kreeg een extra station Ausstellung dat na afloop weer gesloten werd. Meerdere elektrische tramlijnen werden tot de tentoonstelling doorgetrokken en de S-Bahn kreeg ook een halte, het huidige Station Treptower Park. Verder werden nieuwe wegen aangelegd en was het terrein van diverse aanlegsteigers aan de oever van de Spree voorzien, zodat bezoekers ook per boot de tentoonstelling konden bereiken. Opmerkelijk genoeg was er zelfs een privésteiger voor de Keizer zodat hij vanaf het Stadtschloss ook naar de tentoonstelling kon varen. De tunnel onder de Spree, onderdeel van de geplande metrolijn E, kwam echter pas in 1899 gereed.

### Attracties
De tentoonstelling was niet alleen beperkt tot producten maar bood de bezoekers ook diverse attracties. Venetiaanse gondels voeren op het kunstmatige meer en in verschillende horecagelegenheden, waaronder een automatiek, konden de bezoekers terecht voor koffie, bier en warme maaltijden. In het pretpark kwam Hagenbecks met een noordpool panorama, Dr. Wölferts met een bestuurbaar luchtschip, daarnaast was er een ballonplein, een wildwaterbaan, een Amerikaans theater en een zweefmolen om de bezoekers te vermaken.

### Landen en volkeren
Langs de huidige Bulgarische Strasse was de 1. Deutschen Kolonial-Ausstellung te vinden waarin dorpen uit Tanzania, Togo, Kameroen en Nieuw-Guinea waren nagebouwd. Om het geheel te verlevendigen werden 100 inwoners van deze landen naar Berlijn gehaald om deze dorpen te bewonen zodat de bezoekers ook kennis konden maken met het leven in de Duitse koloniën. Het Midden-Oosten kwam ook aan bod met een nagebouwde binnenstad van Caïro, pyramides en een Arabisch dorp. Hiervoor werden zelfs 400 Arabieren uit Nubië, Soedan, Egypte, Palestina, Tunesië en Algerije naar Berlijn gehaald om het "Midden-Oosten" te bevolken. Berlijn zelf was ook van de partij, onder de naam Alt-Berlin, met 120 replica's van gebouwen uit de late middeleeuwen.

### Techniek en architectuur
Otto Lilienthal was van plan om vliegdemonstraties te geven maar kreeg daarvoor geen toestemming zodat het bleef bij een lezing over de luchtvaart. Lilienthal maakte het einde van de tentoonstelling niet meer mee omdat hij op 9 augustus neerstortte ten noordwesten van Berlijn. Friedrich Simon Archenhold ontwikkelde de grootste verrekijker en presenteerde deze in zijn sterrewacht op de tentoonstelling. De verrekijker werkte pas in september naar behoren maar de sterrewacht met kijker bestaat nog steeds. De hal van de industrie was zelf een architectonische bezienswaardigheid en was in dezelfde stijl gebouwd als de Oberbaumbrücke die tegelijk met de tentoonstelling is gebouwd. Siemens & Halske had een eigen paviljoen met een generator, Röntgen presenteerde de medische toepassing van X-stralen voor het eerst in het openbaar, Carl Zeiss stelde zijn wetenschappelijke precisie instrumenten tentoon en AEG leverde gloeilampen waarmee het terrein 's avonds fel verlicht werd. De gloeilampen waren destijds nog een zeldzame en kostbare aangelegenheid en de elektrische verlichting werd een attractie op zich.

## Weblink
- Straube´s Officiële plattegrond van de Berliner Gewerbe-Ausstellung 1896 op alt-berlin.info